# Kárlivka (Donetsk)
Kárlivka o Kárlovka (en ucraniano: Кáрлівка, en ruso: Карловка) es un poblado del raión de Márinka,  en el óblast de Donetsk en Ucrania. Se encuentra aproximadamente a 30 km al oeste de Donetsk, sobre la autopista M04. 
Su población en 2001 era de 414 personas. En 2024 fueron censados 0 habitantes.
El 23 de mayo de 2014, Karlivka vio combates entre las fuerzas ucranianas y los separatistas prorrusos como parte de las protestas prorrusas en Ucrania de 2014. El 23 de julio de 2014, las fuerzas ucranianas aseguraron la aldea de los separatistas prorrusos.
El 30 de agosto de 2024, el asentamiento fue capturado por las tropas rusas como parte de la ofensiva de Pokrovsk.